# Семеренко, Вита Александровна
Ви́та Алекса́ндровна Семере́нко (укр. Віта Олександрівна Семеренко; род. 18 января 1986, Краснополье, Сумская область) — украинская биатлонистка, Заслуженный мастер спорта Украины, чемпионка в эстафете и бронзовый призёр в спринте Олимпийских игр 2014 года в Сочи, семикратный призёр чемпионатов мира, победительница и призёр этапов Кубка Мира по биатлону, многократная чемпионка Европы по биатлону, призёр чемпионата Европы среди юниоров, серебряный призёр первенства мира среди девушек, бронзовый и серебряный призёр чемпионата мира среди юниоров, четырёхкратная чемпионка Всемирных Универсиад, неоднократная чемпионка первенств и чемпионатов Украины.
Полный кавалер ордена княгини Ольги.
Вита Семеренко — сестра-близнец украинской биатлонистки Валентины Семеренко.

## Биография
Вита старше своей сестры Вали на 15 минут. У них есть старшая сестра Оксана, которая старше на 4 года. В городе было всего 2 развитых спортивных секции — лыжная и футбольная. Выбора особого не было, и в четвёртом классе вместе со своей сестрой Валей она пришла в секцию лыжных гонок. Родители не были против, но мама немного переживала, что это может навредить их здоровью. Через несколько лет про Валю заговорили как про очень перспективную гонщицу. Но она решила пойти по стопам Зубриловой и Водопьяновой, выбрав биатлон.
Вооружиться предложил тренер Григорий Иванович Шамрай, который свой значок мастера спорта добыл в биатлоне, но много лет работал с лыжниками.
Стрельба Вите вначале давалась легче, чем её сестре. У неё могло быть всего три промаха в спринте, в то время как у её сестры только три патрона попадали в цель.
На юниорском чемпионате мира 2005 года в Контиолахти сёстры соревновались среди девушек до 19 лет и завоевали серебряные медали в эстафете, Вита так же завоевала серебряную медаль в индивидуальной гонке.
На Олимпийские игры 2006 года в Турине Вита не отобралась в отличие от сестры Вали.
Новый олимпийский цикл Вита начала с успешного выступления на летнем чемпионате мира 2006 года в Уфе. На этом соревновании сёстры выступали в юниорском зачёте и впервые разыгрывали медали международного уровня между собой. Валя оказалась более успешной — у неё три серебра и бронза, у Виты — одно серебро и бронза. Но на Универсиаде 2007 года в Турине сёстры поменялись местами и добыли по четыре медали. В гонке преследования они финишировали держась за руки, первой была Вита.
В сезоне 2006/07 Вита вышла на пик формы на чемпионате мира и попала в число 30-ти сильнейших для участия в масс-старте.
На чемпионате мира 2008 года в Эстерсунде заняла второе место в эстафетной гонке.
20 декабря 2008 года заняла второе место в спринте на этапе Кубка мира в Хохфильцене. 7 января 2009 года одержала первую победу в эстафетной гонке на этапе Кубка мира в Оберхофе. 11 марта 2009 года заняла третье место в индивидуальной гонке на этапе Кубка мира в Ванкувере.
На Олимпийских играх 2010 года в Ванкувере участвовала с сестрой Валей, но они не завоевали медалей. 21 марта 2010 года Вита заняла второе место в масс-старте на этапе Кубка мира в Хольменколлене.
На чемпионате мира 2011 года в Ханты-Мансийске заняла третье место в индивидуальной гонке, проиграв Хелене Экхольм и Тине Бахман. 16 апреля 2011 года победила в соревнованиях на Приз памяти Виталия Фатьянова в Петропавловске-Камчатском, став обладательницей Кубка Газпрома и автомобиля Mercedes.
На чемпионате мира 2012 года в Рупольдинге также заняла третье место в спринтерской гонке, уступив Магдалене Нойнер и Дарье Домрачевой.
9 декабря 2012 года заняла второе место в эстафетной гонке на этапе Кубка мира в Хохфильцене. 3 января 2013 года заняла первое место в эстафетной гонке на этапе Кубка мира в Оберхофе. Для сестёр Семеренко это была вторая победа в эстафетной гонке.
9 февраля 2013 года на чемпионате мира в Нове-Место-на-Мораве заняла третье место в спринтерской гонке, уступив своей соотечественнице Елене Пидгрушной и Туре Бергер. 13 февраля 2013 года допустила один промах на последнем огневом рубеже индивидуальной гонки и заняла пятое место, уступив Туре Бергер, Андреа Хенкель, Вале Семеренко и Анастасии Кузьминой. 15 февраля 2013 года заняла второе место в женской эстафетной гонке.
9 февраля 2014 года на Олимпийских играх в Сочи завоевала бронзовую медаль в спринте. 21 февраля 2014 года в составе сборной Украины выиграла олимпийское «золото» в женской эстафете. Это были единственные медали Украины на тех Играх. На церемонии закрытия Игр была знаменосцем сборной Украины.
Последний раз Вита участвовала в международных стартах 14 марта 2021 года, когда выступила в составе смешанной эстафеты на заключительном этапе Кубка IBU в Обертиллиахе. После этого она продолжала принимать участие в национальных соревнованиях, но осенью 2024 года Национальный антидопинговый центр Украины объявил о дисквалификации спортсменки за пропуск трёх допинг-тестов в течение 12 месяцев. Срок дисквалификации составит один год и завершится 20 марта 2025 года.

## Личная жизнь
Замужем. Муж Андрей Пацюк (род. 1984), бывший полузащитник футбольного клуба «Сумы». В сентябре 2016 родила сына Марка.
Сестра Оксана Александровна Семеренко (род. 1981), работает бухгалтером.
Окончила Сумский государственный педагогический университет им. А. С. Макаренко, а также заочно Украинскую академию банковского дела Национального банка Украины по специальности «Финансы и кредит».
Обучалась на факультете иностранной филологии и социальных коммуникаций Сумского государственного университета.
Увлекается вышиванием. Любимое блюдо — окрошка. Любимый вид спорта кроме биатлона — фигурное катание.

## Олимпийские игры
| Место проведения | Индивидуальная гонка | Спринт | Гонка преследования | Масс-старт | Эстафета | Смешанная эстафета |
| ---------------- | -------------------- | ------ | ------------------- | ---------- | -------- | ------------------ |
| Ванкувер 2010    | 22                   | 33     | 41                  | —          | 6        | N/A                |
| Сочи 2014        | 29                   | 3      | 10                  | 16         | 1        | —                  |
| Пхёнчхан 2018    | 63                   | 14     | 18                  | 24         | 11       | —                  |

## Участие в Чемпионатах мира
| Год  | Место проведения  | Инд | Спр | Пр  | МС  | Эст | См | Сусм |
| 2007 | ЧМ Антхольц       | 20  | 12  | 20  | 20  | 9   | —  | н/д  |
| 2008 | ЧМ Эстерсунд      | 13  | 35  | DNS | 4   | 2   | —  | н/д  |
| 2009 | ЧМ Пхёнчхан       | 12  | 26  | 19  | 4   | DNF | —  | н/д  |
| 2010 | ЧМ Ханты-Мансийск | н/д | н/д | н/д | н/д | н/д | 6  | н/д  |
| 2011 | ЧМ Ханты-Мансийск | 3   | 17  | 17  | 24  | DSQ | 8  | н/д  |
| 2012 | ЧМ Рупольдинг     | 16  | 3   | 8   | 7   | 6   | 14 | н/д  |
| 2013 | ЧМ Нове-Место     | 5   | 3   | 9   | 4   | 2   | —  | н/д  |
| 2019 | ЧМ Эстерсунд      | —   | 76  | —   | —   | 3   | 7  | —    |
| 2020 | ЧМ Антхольц       | 29  | 11  | 39  | —   | 3   | —  | —    |

## Результаты

#### Места в Кубках мира
| Сезон   | Индивидуальная гонка | Спринт       | Гонка преследования | Масс-старт   | Общий зачет  |
| ------- | -------------------- | ------------ | ------------------- | ------------ | ------------ |
|         | Место (очки)         | Место (очки) | Место (очки)        | Место (очки) | Место (очки) |
| 2006-07 | 39 (18)              | 50 (22)      | 50 (11)             | 40 (11)      | 46 (62)      |
| 2007-08 | 18 (36)              | 39 (45)      | — (0)               | 24 (51)      | 38 (132)     |
| 2008-09 | 7 (111)              | 10 (240)     | 18 (132)            | 17 (106)     | 13 (626)     |
| 2009-10 | 25 (58)              | 23 (154)     | 18 (111)            | 13 (125)     | 19 (453)     |
| 2010-11 | 7 (128)              | 18 (207)     | 19 (129)            | 18 (102)     | 15 (566)     |
| 2011-12 | 20 (47)              | 12 (254)     | 13 (185)            | 10 (136)     | 12 (622)     |
| 2012-13 | 16 (70)              | 10 (281)     | 14 (203)            | 3 (185)      | 10 (739)     |
| 2013-14 | 50 (8)               | 29 (124)     | 23 (124)            | — (0)        | 31 (256)     |
| 2017-18 | 54 (1)               | 10 (185)     | 11 (154)            | 17 (97)      | 15 (437)     |
| 2018-19 | — (0)                | 30 (99)      | 50 (36)             | 48 (4)       | 45 (139)     |
| 2019-20 | 39 (25)              | 35 (79)      | 29 (67)             | — (0)        | 41 (171)     |

#### Подиумы на этапах Кубка мира
| Сезон   | Место проведения        | Тип соревнования     | Результат |
| ------- | ----------------------- | -------------------- | --------- |
| 2008-09 | Хохфильцен, Австрия     | Спринт               | 2         |
| 2008-09 | Оберхоф, Германия       | Эстафета             | 1         |
| 2008-09 | Ванкувер, Канада        | Индивидуальная гонка | 3         |
| 2009-10 | Хольменколлен, Норвегия | Масс-старт           | 2         |
| 2010-11 | Хохфильцен, Австрия     | Эстафета             | 2         |
| 2010-11 | Поклюка, Словения       | Смешанная эстафета   | 2         |
| 2011-12 | Ханты-Мансийск, Россия  | Спринт               | 2         |
| 2011-12 | Ханты-Мансийск, Россия  | Гонка преследования  | 3         |
| 2012-13 | Хохфильцен, Австрия     | Эстафета             | 2         |
| 2012-13 | Оберхоф, Германия       | Эстафета             | 1         |
| 2013-14 | Хохфильцен, Австрия     | Эстафета             | 1         |
| 2013-14 | Анси, Франция           | Эстафета             | 2         |
| 2013-14 | Рупольдинг, Германия    | Эстафета             | 3         |
| 2017-18 | Хохфильцен, Австрия     | Эстафета             | 2         |
| 2017-18 | Анси, Франция           | Спринт               | 3         |
| 2017-18 | Оберхоф, Германия       | Гонка преследования  | 3         |
| 2017-18 | Контиолахти, Финляндия  | Смешанная эстафета   | 2         |

## Результаты выступлений в Кубке мира
| 2019/2020 Итоги | 2019/2020 Итоги | Эстерсунд | Эстерсунд | Эстерсунд | Эстерсунд | Эстерсунд | Хохфильцен | Хохфильцен | Хохфильцен | Анси | Анси | Анси | Оберхоф | Оберхоф | Оберхоф | Рупольдинг | Рупольдинг | Рупольдинг | Поклюка | Поклюка | Поклюка | Поклюка | ЧМ Антхольц | ЧМ Антхольц | ЧМ Антхольц | ЧМ Антхольц | ЧМ Антхольц | ЧМ Антхольц | ЧМ Антхольц | Нове-Место | Нове-Место | Нове-Место | Контиолахти | Контиолахти | Контиолахти | Контиолахти | Хольменколлен | Хольменколлен | Хольменколлен |
| Очков           | Место           | Сусм      | См        | Спр       | Инд       | Эст       | Спр        | Эст        | Пр         | Спр  | Пр   | МС   | Спр     | Эст     | МС      | Спр        | Эст        | Пр         | Инд     | Сусм    | См      | МС      | См          | Спр         | Пр          | Инд         | Сусм        | Эст         | МС          | Спр        | Эст        | МС         | Спр         | Пр          | Сусм        | См          | Спр           | Пр            | МС            |
| 237             | 30              | —         | 15        | 10        | 28        | 9         | 52         | 4          | 35         | 50   | 22   | —    | 52      | —       | —       | 34         | 6          | 8          | —       | —       | —       | —       | —           | 11          | 39          | 29          | —           | 3           | —           | 43         | —          | —          | 30          | 35          | отм         | отм         | отм           | отм           | отм           |

| 2018/19 Итоги | 2018/19 Итоги | Поклюка | Поклюка | Поклюка | Поклюка | Поклюка | Хохфильцен | Хохфильцен | Хохфильцен | Нове-Место | Нове-Место | Нове-Место | Оберхоф | Оберхоф | Оберхоф | Рупольдинг | Рупольдинг | Рупольдинг | Антхольц | Антхольц | Антхольц | Канмор | Канмор | Канмор | Солт-Лейк-Сити | Солт-Лейк-Сити | Солт-Лейк-Сити | Солт-Лейк-Сити | ЧМ Эстерсунд | ЧМ Эстерсунд | ЧМ Эстерсунд | ЧМ Эстерсунд | ЧМ Эстерсунд | ЧМ Эстерсунд | ЧМ Эстерсунд | Хольменколлен | Хольменколлен | Хольменколлен |
| Очков         | Место         | Сусм    | См      | Инд     | Спр     | Пр      | Спр        | Пр         | Эст        | Спр        | Пр         | МС         | Спр     | Пр      | Эст     | Спр        | Эст        | МС         | Спр      | Пр       | МС       | Инд    | Эст    | Спр    | Спр            | Пр             | Сусм           | См             | См           | Спр          | Пр           | Инд          | Сусм         | Эст          | МС           | Спр           | Пр            | МС            |
| 139           | 45            | —       | 9       | 41      | —       | —       | 53         | DNS        | 8          | 7          | 31         | 29         | 6       | 26      | 8       | 29         | 15         | —          | 78       | —        | —        | —      | —      | отм    | —              | —              | —              | —              | 7            | 76           | —            | —            | —            | 3            | —            | 28            | 30            | —             |

| 2017/2018 Итоги | 2017/2018 Итоги | Эстерсунд | Эстерсунд | Эстерсунд | Эстерсунд | Эстерсунд | Хохфильцен | Хохфильцен | Хохфильцен | Анси | Анси | Анси | Оберхоф | Оберхоф | Оберхоф | Рупольдинг | Рупольдинг | Рупольдинг | Антхольц | Антхольц | Антхольц | ОИ Пхёнчхан (*) | ОИ Пхёнчхан (*) | ОИ Пхёнчхан (*) | ОИ Пхёнчхан (*) | ОИ Пхёнчхан (*) | ОИ Пхёнчхан (*) | Контиолахти | Контиолахти | Контиолахти | Контиолахти | Хольменколлен | Хольменколлен | Хольменколлен | Тюмень | Тюмень | Тюмень |
| Очков           | Место           | Сусм      | См        | Инд       | Спр       | Пр        | Спр        | Пр         | Эст        | Спр  | Пр   | МС   | Спр     | Пр      | Эст     | Инд        | Эст        | МС         | Спр      | Пр       | МС       | Спр             | Пр              | Инд             | МС              | См              | Эст             | Спр         | Сусм        | См          | МС          | Спр           | Пр            | Эст           | Спр    | Пр     | МС     |
| 437             | 15              | 6         | —         | 40        | 21        | 18        | 4          | 16         | 2          | 3    | 8    | 17   | 22      | 3       | 5       | —          | 11         | 10         | 22       | 17       | 22       | 14              | 18              | 63              | 24              | —               | 11              | 7           | —           | 2           | 17          | 66            | —             | 8             | —      | —      | —      |

| 2013/2014 Итоги | 2013/2014 Итоги | Эстерсунд | Эстерсунд | Эстерсунд | Эстерсунд | Хохфильцен | Хохфильцен | Хохфильцен | Анси | Анси | Анси | Оберхоф | Оберхоф | Оберхоф | Рупольдинг | Рупольдинг | Рупольдинг | Антхольц | Антхольц | Антхольц | ОИ Сочи (*) | ОИ Сочи (*) | ОИ Сочи (*) | ОИ Сочи (*) | ОИ Сочи (*) | ОИ Сочи (*) | Поклюка | Поклюка | Поклюка | Контиолахти | Контиолахти | Контиолахти | Хольменколлен | Хольменколлен | Хольменколлен |
| Очков           | Место           | См        | Инд       | Спр       | Пр        | Спр        | Эст        | Пр         | Эст  | Спр  | Пр   | Спр     | Пр      | МС      | Эст        | Инд        | Пр         | Спр      | Пр       | Эст      | Спр         | Пр          | Инд         | МС          | См          | Эст         | Спр     | Пр      | МС      | Спр         | Спр         | Пр          | Спр           | Пр            | МС            |
| 256             | 31              | —         | —         | —         | —         | 24         | 1          | 8          | 2    | 14   | 12   | 17      | DNF     | —       | 3          | 33         | DNS        | —        | —        | —        | 2           | 9           | 28          | 16          | —           | 1           | 12      | —       | —       | 44          | 21          | 20          | 34            | 8             | —             |

| 2012/2013 Итоги | 2012/2013 Итоги | Эстерсунд | Эстерсунд | Эстерсунд | Эстерсунд | Хохфильцен | Хохфильцен | Хохфильцен | Поклюка | Поклюка | Поклюка | Оберхоф | Оберхоф | Оберхоф | Рупольдинг | Рупольдинг | Рупольдинг | Антхольц | Антхольц | Антхольц | ЧМ Нове-Место | ЧМ Нове-Место | ЧМ Нове-Место | ЧМ Нове-Место | ЧМ Нове-Место | ЧМ Нове-Место | Хольменколлен | Хольменколлен | Хольменколлен | Сочи | Сочи | Сочи | Ханты-Мансийск | Ханты-Мансийск | Ханты-Мансийск |
| Очков           | Место           | См        | Инд       | Спр       | Пр        | Спр        | Пр         | Эст        | Спр     | Пр      | МС      | Эст     | Спр     | Пр      | Эст        | Спр        | МС         | Спр      | Пр       | Эст      | См            | Спр           | Пр            | Инд           | Эст           | МС            | Спр           | Пр            | МС            | Инд  | Спр  | Эст  | Спр            | Пр             | МС             |
| 739             | 10              | 10        | 21        | 27        | 25        | 11         | 9          | 2          | 4       | 8       | 20      | 1       | 13      | 12      | 7          | 18         | 4          | —        | —        | 5        | —             | 3             | 9             | 5             | 2             | 4             | 8             | 12            | 6             | 31   | 16   | —    | 7              | 10             | 5              |

| 2011/2012 Итоги | 2011/2012 Итоги | Эстерсунд | Эстерсунд | Эстерсунд | Хохфильцен | Хохфильцен | Хохфильцен | Хохфильцен | Хохфильцен | Хохфильцен | Оберхоф | Оберхоф | Оберхоф | Нове-Место | Нове-Место | Нове-Место | Антхольц | Антхольц | Антхольц | Хольменколлен | Хольменколлен | Хольменколлен | Контиолахти | Контиолахти | Контиолахти | ЧМ Рупольдинг | ЧМ Рупольдинг | ЧМ Рупольдинг | ЧМ Рупольдинг | ЧМ Рупольдинг | ЧМ Рупольдинг | Ханты-Мансийск | Ханты-Мансийск | Ханты-Мансийск |
| Очков           | Место           | Инд       | Спр       | Пр        | Спр        | Пр         | Эст        | Спр        | Пр         | См         | Эст     | Спр     | МС      | Инд        | Спр        | Пр         | Спр      | Эст      | МС       | Спр           | Пр            | МС            | См          | Спр         | Пр          | См            | Спр           | Пр            | Инд           | Эст           | МС            | Спр            | Пр             | МС             |
| 622             | 12              | 33        | 16        | 13        | 40         | DNS        | 8          | 5          | 10         | 8          | 8       | 12      | 9       | 27         | 20         | 17         | 16       | 5        | 6        | —             | —             | —             | —           | 30          | 21          | 14            | 3             | 8             | 16            | 7             | 6             | 2              | 3              | 11             |

| 2010/2011 Итоги | 2010/2011 Итоги | Эстерсунд | Эстерсунд | Эстерсунд | Хохфильцен | Хохфильцен | Хохфильцен | Поклюка | Поклюка | Поклюка | Оберхоф | Оберхоф | Оберхоф | Рупольдинг | Рупольдинг | Рупольдинг | Антхольц | Антхольц | Антхольц | Преск-Айл | Преск-Айл | Преск-Айл | Форт-Кент | Форт-Кент | Форт-Кент | ЧМ Ханты-Мансийск | ЧМ Ханты-Мансийск | ЧМ Ханты-Мансийск | ЧМ Ханты-Мансийск | ЧМ Ханты-Мансийск | ЧМ Ханты-Мансийск | Хольменколлен | Хольменколлен | Хольменколлен |
| Очков           | Место           | Инд       | Спр       | Пр        | Спр        | Эст        | Пр         | Инд     | Спр     | См      | Эст     | Спр     | МС      | Инд        | Спр        | Пр         | Спр      | Эст      | МС       | Спр       | См        | Пр        | Спр       | Пр        | МС        | См                | Спр               | Пр                | Инд               | МС                | Эст               | Спр           | Пр            | МС            |
| 566             | 15              | 27        | 31        | 22        | 15         | 2          | 15         | 11      | 15      | 2       | 4       | 7       | 6       | 7          | 20         | 12         | 16       | 8        | 24       | —         | —         | —         | —         | —         | —         | 8                 | 18                | 17                | 3                 | 25                | DSQ               | 5             | 10            | 10            |

| 2009/2010 Итоги | 2009/2010 Итоги | Эстерсунд | Эстерсунд | Эстерсунд | Хохфильцен | Хохфильцен | Хохфильцен | Поклюка | Поклюка | Поклюка | Оберхоф | Оберхоф | Оберхоф | Рупольдинг | Рупольдинг | Рупольдинг | Антхольц | Антхольц | Антхольц | ОИ Ванкувер | ОИ Ванкувер | ОИ Ванкувер | ОИ Ванкувер | ОИ Ванкувер | Контиолахти | Контиолахти | Контиолахти | Хольменколлен | Хольменколлен | Хольменколлен | Ханты-Мансийск | Ханты-Мансийск | Ханты-Мансийск |
| Очков           | Место           | Инд       | Спр       | Эст       | Спр        | Пр         | Эст        | Инд     | Спр     | Пр      | Эст     | Спр     | МС      | Спр        | МС         | Эст        | Инд      | Спр      | Пр       | Спр         | Пр          | Инд         | МС          | Эст         | См          | Спр         | Пр          | Спр           | Пр            | МС            | Спр            | МС             | См             |
| 453             | 19              | 20        | 36        | 6         | 20         | 25         | 9          | 36      | 14      | 13      | 4       | 18      | 5       | —          | —          | —          | 23       | 28       | 26       | 34          | 42          | 22          | —           | 6           | —           | 23          | 11          | 19            | 19            | 2             | 23             | 10             | 6              |

| 2008/2009 Итоги | 2008/2009 Итоги | Эстерсунд | Эстерсунд | Эстерсунд | Хохфильцен | Хохфильцен | Хохфильцен | Хохфильцен | Хохфильцен | Хохфильцен | Оберхоф | Оберхоф | Оберхоф | Рупольдинг | Рупольдинг | Рупольдинг | Антхольц | Антхольц | Антхольц | ЧМ Пхёнчхан | ЧМ Пхёнчхан | ЧМ Пхёнчхан | ЧМ Пхёнчхан | ЧМ Пхёнчхан | ЧМ Пхёнчхан | Уистлер | Уистлер | Уистлер | Тронхейм | Тронхейм | Тронхейм | Ханты-Мансийск | Ханты-Мансийск | Ханты-Мансийск |
| Очков           | Место           | Инд       | Спр       | Пр        | Спр        | Пр         | Эст        | Спр        | Инд        | Эст        | Эст     | Спр     | МС      | Эст        | Спр        | Пр         | Спр      | Пр       | МС       | Спр         | Пр          | Инд         | См          | МС          | Эст         | Инд     | Спр     | Эст     | Спр      | Пр       | МС       | Спр            | Пр             | МС             |
| 626             | 13              | 8         | 4         | 11        | 45         | DNF        | 4          | 21         | 2          | 4          | 1       | DNS     | 21      | 4          | 27         | 34         | —        | —        | 21       | 26          | 19          | 12          | —           | 4           | DNF         | 3       | 6       | 4       | 7        | 11       | 24       | 5              | 4              | 18             |

| 2007/08 Итоги | 2007/08 Итоги | Контиолахти | Контиолахти | Контиолахти | Хохфильцен | Хохфильцен | Хохфильцен | Поклюка | Поклюка | Поклюка | Оберхоф | Оберхоф | Оберхоф | Рупольдинг | Рупольдинг | Рупольдинг | Антхольц | Антхольц | Антхольц | ЧМ Эстерсунд | ЧМ Эстерсунд | ЧМ Эстерсунд | ЧМ Эстерсунд | ЧМ Эстерсунд | ЧМ Эстерсунд | Пхёнчхан | Пхёнчхан | Пхёнчхан | Ханты-Мансийск | Ханты-Мансийск | Ханты-Мансийск | Хольменколлен | Хольменколлен | Хольменколлен |
| Очков         | Место         | Инд         | Спр         | Пр          | Спр        | Пр         | Эст        | Инд     | Спр     | Эст     | Эст     | Спр     | МС      | Эст        | Спр        | Пр         | Спр      | Пр       | МС       | Спр          | Пр           | См           | Инд          | МС           | Эст          | Спр      | Пр       | См       | Спр            | Пр             | МС             | Спр           | Пр            | МС            |
| 132           | 38            | —           | 58          | 38          | 50         | 51         | 7          | 15      | 57      | 4       | 6       | 4       | 29      | —          | —          | —          | 46       | 37       | —        | 35           | DNS          | —            | 13           | 4            | 2            | —        | —        | —        | 26             | 31             | 30             | 47            | 38            | 23            |

| 2006/07 Итоги | 2006/07 Итоги | Эстерсунд | Эстерсунд | Эстерсунд | Хохфильцен | Хохфильцен | Хохфильцен | Хохфильцен | Хохфильцен | Хохфильцен | Оберхоф | Оберхоф | Оберхоф | Рупольдинг | Рупольдинг | Рупольдинг | Поклюка | Поклюка | Поклюка | ЧМ Антхольц | ЧМ Антхольц | ЧМ Антхольц | ЧМ Антхольц | ЧМ Антхольц | ЧМ Антхольц | Лахти | Лахти | Лахти | Хольменколлен | Хольменколлен | Хольменколлен | Ханты-Мансийск | Ханты-Мансийск | Ханты-Мансийск |
| Очков         | Место         | Инд       | Спр       | Пр        | Спр        | Пр         | Эст        | Спр        | Спр        | Эст        | Эст     | Спр     | Пр      | Эст        | Спр        | МС         | Спр     | Пр      | МС      | Спр         | Пр          | Инд         | См          | Эст         | МС          | Инд   | Спр   | Пр    | Инд           | Пр            | МС            | Спр            | Пр             | МС             |
| 62            | 46            | 24        | 49        | 47        | 59         | DNS        | 8          | 46         | 82         | 12         | —       | —       | —       | —          | —          | —          | —       | —       | —       | 12          | 20          | 20          | —           | 9           | 20          | DNS   | 64    | —     | 52            | 49            | —             | 39             | 33             | —              |

| 2005/06 Итоги | 2005/06 Итоги | Эстерсунд | Эстерсунд | Эстерсунд | Хохфильцен | Хохфильцен | Хохфильцен | Осрблье | Осрблье | Осрблье | Оберхоф | Оберхоф | Оберхоф | Рупольдинг | Рупольдинг | Рупольдинг | Антхольц | Антхольц | Антхольц | ОИ Турин | ОИ Турин | ОИ Турин | ОИ Турин | ОИ Турин | Поклюка | Поклюка | Поклюка | Контиолахти | Контиолахти | Контиолахти | Хольменколлен | Хольменколлен | Хольменколлен |
| Очков         | Место         | Спр       | Пр        | Эст       | Инд        | Спр        | Эст        | Инд     | Спр     | Пр      | Эст     | Спр     | МС      | Эст        | Спр        | Пр         | Спр      | Пр       | МС       | Инд      | Спр      | Пр       | Эст      | МС       | Спр     | Пр      | См      | Спр         | Пр          | МС          | Спр           | Пр            | МС            |
| 0             | —             | —         | —         | —         | —          | —          | —          | —       | —       | —       | 11      | —       | —       | —          | —          | —          | —        | —        | —        | —        | —        | —        | —        | —        | —       | —       | —       | —           | —           | —           | —             | —             | —             |

В таблице отражены места, занятые спортсменом на гонках биатлонного сезона.
Инд — индивидуальная гонка

Пр — гонка преследования

Спр — спринт

МС — масс-старт

Эст — эстафета

Сусм — одиночная смешанная эстафета
 
См — смешанная эстафета

DNS — спортсмен был заявлен, но не стартовал

DNF — спортсмен стартовал, но не финишировал

LAP — спортсмен по ходу гонки (для гонок преследования и масс-стартов) отстал от лидера более чем на круг и был снят с трассы

DSQ — спортсмен дисквалифицирован

отм — гонка была отменена

— − спортсмен не участвовал в этой гонке

## Тренеры
- Первый тренер — Байда Светлана Ивановна.
- Личный тренер — Бондаренко Владимир Михайлович.
- Тренер в сборной — Шамрай Григорий Иванович.

## Награды
- Орден «За заслуги» III степени (8 марта 2021 года) — за значительный личный вклад в социально-экономическое, научно-техническое, культурно-образовательное развитие Украинского государства, образцовое выполнение служебного долга и многолетний добросовестный труд[9]
- Орден княгини Ольги I степени (23 августа 2014 года) — за значительный личный вклад в государственное строительство, социально-экономическое, научно-техническое, культурно-образовательное развитие Украины, весомые трудовые достижения и высокий профессионализм[3].
- Орден княгини Ольги II степени (23 августа 2011 года) — за значительный личный вклад в становление независимости Украины, утверждение её суверенитета и международного авторитета, заслуги в государствообразующей, социально-экономической, научно-технической, культурно-образовательной деятельности, добросовестное и безупречное служение Украинскому народу[4].
- Орден княгини Ольги III степени (17 марта 2008 года) — за весомый личный вклад в развитие физической культуры и спорта, достижение высоких спортивных результатов на чемпионатах Европы и мира по биатлону 2008 года[5].

## Экипировка
- Винтовка — Anschutz
- Лыжи — Fischer
- Лыжные палки — Swix
- Перчатки — Adidas
- Очки — Adidas
- Костюм — Adidas